# 줄리아노테아티노
줄리아노테아티노(이탈리아어: Giuliano Teatino)는 이탈리아 아브루초주 키에티도에 있는 코무네이다.